# Eberhard VI de Wurtemberg
Pour les articles homonymes, voir Eberhard de Wurtemberg (homonymie).
Eberhard VI de Wurtemberg, dit le « Jeune », est né en 1447, décédé en 1504.
Il fut comte de Wurtemberg-Stuttgart de 1480 à 1495/1496 sous le nom d'Eberhard VI de Wurtemberg, (puis duc de Wurtemberg-Stuttgart sous le nom d'Eberhard Ier de Wurtemberg de 1495 à 1496), deuxième duc de Wurtemberg et comte de Montbéliard de 1496 à 1498 sous le nom d'Eberhard II.

## Biographie
Fils d'Ulrich V de Wurtemberg et de Elisabeth de Bavière, Eberhard passa la plus grande partie de sa jeunesse à la cour de Bourgogne. En 1461 il assista au couronnement de Louis XI à Reims, et retourna l’année suivante au Wurtemberg. Il épousa Élisabeth de Hohenzollern (fille du margrave Albert de Brandebourg) (Maison de Hohenzollern) entre 1465 et 1467. Dès 1477, la loi de succession  des deux branches de la Maison de Wurtemberg lui permettait d'espérer la souveraineté sur le comté de Wurtemberg-Urach, mais dans les faits ce pays resta administré par son cousin Eberhart V le Barbu, dépourvu d'héritier. 
Le 8 février 1480, Eberhard le Jeune hérita des terres de son père Ulrich, mais le 14 décembre 1482, il préféra conclure avec Eberhart le Barbu un traité garantissant la réunification à terme des deux comtés de Wurtemberg : le Traité de Münsingen, par lequel Eberhart le Barbu conservait de son vivant la couronne sur les deux comtés, tout en reconnaissant Eberhard VI comme son unique héritier. C'est ainsi qu'Eberhard VI demeura officiellement seigneur de Wurtemberg jusqu'à la mort de son rival de Wurtemberg-Urach, tout en étant écarté du gouvernement. Il se défiait de son cousin Eberhart V le Barbu mais ne pouvait rien entreprendre de concret contre lui, et même en 1489 ses prérogatives sur le vieux fief de Stuttgart fut remis en cause. Pourtant Eberhard VI obtint de son frère Henri de Wurtemberg l'abandon de ses droits à la succession du comté de Montbéliard et dépendances (pour après la mort d'Eberhart V ; Henri souffrant d'une maladie mentale), en vertu d'un traité conclu à Riquewihr. Il en prit possession, puis hérita du Wurtemberg réunifié et élevé au rang de duché en 1495, au décès de leur cousin Eberhart V le Barbu, en 1496. Il prit le titre d'Eberhard II, mais bientôt les barons du pays se rebellèrent contre son autorité, et avec l'assentiment du roi Habsbourg Maximilien Ier ils le déposèrent. Il prit la fuite à Ulm. Ne se trouvant aucun appui, le 10 juin 1498 il dut accepter l'arbitrage de Horben rendu par Maximilien Ier, au terme duquel il renonçait au trône ducal moyennant une rente annuelle de 6 000 florins. L'administration du pays échut à un conseil de régence confié aux États de Wurtemberg, jusqu'à la majorité en 1503 d’Ulrich VI, neveu d'Eberhard VI-II et fils d'Henri, qui monta sur le trône ducal. 
Eberhard trouva refuge auprès du comte palatin Philippe et mourut en exil au château fort de Lindenfels dans l'Odenwald, en 1504. Il fut inhumé dans la chapelle du château de Heidelberg.